# Margarita de Flandes, duquesa de Brabante
Margarita de Flandes, también llamada Margarita de Dampierre (1251-3 de julio de 1285), fue duquesa consorte de Brabante. Era la sexta hija de Guido de Flandes y de su primera esposa, Matilda de Béthune.

## Matrimonio
Margarita se casó con Juan I de Brabante en 1273. Él ya había estado casado en primeras nupcias con Margarita de Francia (hija del rey Luis IX de Francia), quien falleció en 1271.

## Muerte
Margarita murió el 3 de julio de 1285, a los 33 o 34 años.

## Descendencia
Margarita y Juan tuvieron cuatro hijos:
- Godofredo (1273/1274-después del 13 de septiembre de 1283).
- Juan II (27 de septiembre de 1275-27 de octubre de 1312), duque de Brabante.
- Margarita (4 de octubre de 1276-14 de diciembre de 1311), reina consorte de Alemania. Casada el 9 de junio de 1292 con el conde Enrique de Luxemburgo.
- María (1280-7 de septiembre de 1340), casada con el conde Amadeo V de Saboya.